# Acalolepta grisea
Acalolepta grisea là một loài bọ cánh cứng trong họ Cerambycidae.